# Platinotípia

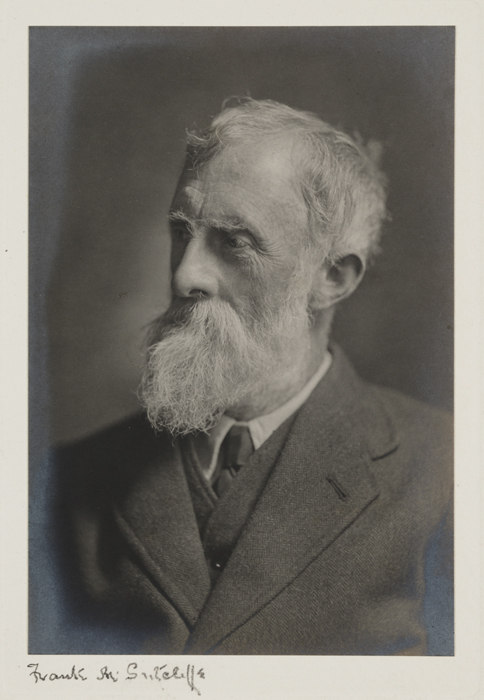
Frank Meadow Sutcliffe portréja 1928-ból

A platinotípia (avagy platinanyomat, platinakép) fényképészeti eljárás, amelyet 1873-ban találtak fel. Használata az első világháború után a platina árának erős emelkedése miatt visszaszorult. A fenti okból manapság hasonló módszerrel inkább palládiumból vagy platina-palládium keverékéből álló képek készülnek.

## Története

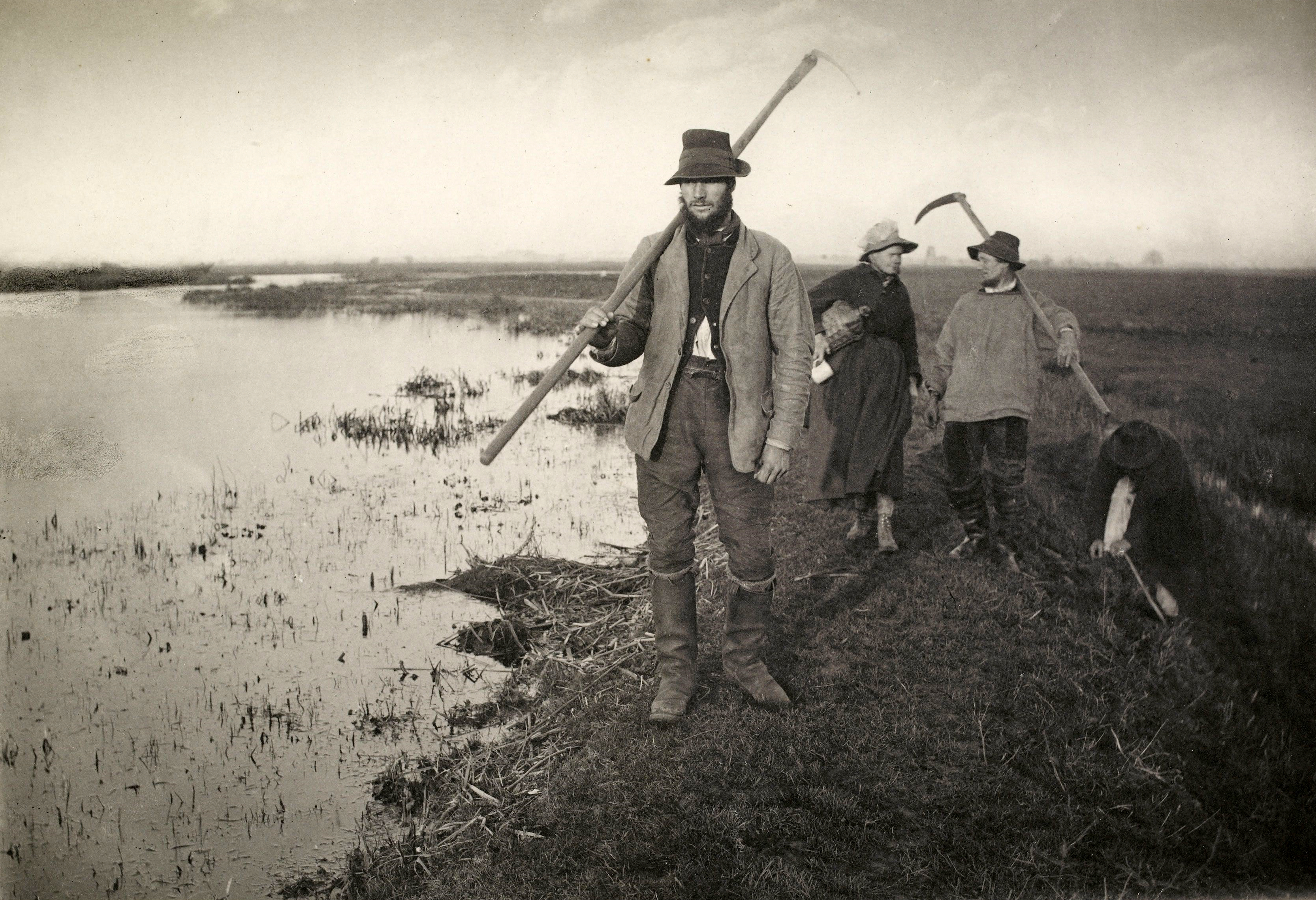
Platinotípia 1886-ból

William Willis használta először az eljárást, amely többféle metódussal állítható elő. Lényege, hogy a fényérzékeny anyaga szerves vas-só, mely a processzus során platinaszemcsékből álló képet hoz létre.
Az eljárás nem különösebben volt elterjedt, mert az exponáláshoz érzékenyített papír, vagyis a film csak korlátozott ideig maradt felhasználható, és hozzájutni is csak drágán lehetett.

## Jellemzői
A végeredmény rendkívül tartós (mivel a platina egy kifejezetten stabil fém) és igényes, azonban előállítása igen drága.
A színárnyalatai a szürkétől a mélyfeketéig terjednek, melyből az ezüstös szürke árnyalatok dominálnak, de a barna is felfedezhető. Árnyalatokban gazdag képet ad.

## Fotográfusok, akik alkalmazták
- Alfred Stieglitz[2][3]
- Tom Sandberg
- Manuel Álvarez Bravo
- Gertrude Käsebier